# Laskowizna (powiat ostrowski)
Laskowizna – wieś sołecka w Polsce położona w województwie mazowieckim, w powiecie ostrowskim, w gminie Brok.
W latach 1975–1998 miejscowość należała administracyjnie do województwa ostrołęckiego.
Wierni Kościoła rzymskokatolickiego należą do parafii św. Andrzeja Apostoła w Broku.